# Olympische Sommerspiele 1912/Schwimmen – 100 m Freistil (Männer)
Der Schwimmwettkampf über 100 Meter Freistil der Männer bei den Olympischen Spielen 1912 in Stockholm wurde vom 6. bis 10. Juli ausgetragen. Der US-Amerikaner Duke Kahanamoku wurde Olympiasieger. Die Silbermedaille sicherte sich Cecil Healy von der Mannschaft von Australasien. Im Kampf um Bronze lag Ken Huszagh nur zwei Hundertstel vor dem Deutschen Kurt Bretting.

## Rekorde
Vor Beginn der Olympischen Spiele waren folgende Rekorde gültig.
| Weltrekord         | 1:02,4 min | Kurt Bretting   | Brüssel (Belgien)       | 6. April 1912 |
| Olympischer Rekord | 3:09,2 min | Charles Daniels | London (Großbritannien) | 20. Juli 1908 |

Folgende neue Rekorde wurden aufgestellt:
| Weltrekord         | 1:02,4 min | Duke Kahanamoku   | Halbfinale 3 |
| Olympischer Rekord | 1:02,6 min | Duke Kahanamoku   | Vorlauf 5    |
| Olympischer Rekord | 1:04,8 min | Perry McGillivray | Vorlauf 4    |

## Ergebnisse

### Vorläufe
Lauf 1
| Rang | Athlet                | Nation           | Zeit       | Anm. |
| ---- | --------------------- | ---------------- | ---------- | ---- |
| 1    | László Beleznai       | Ungarn           | 1:08,0 min | Q    |
| 2    | Robert Andersson      | Schweden         | 1:09,4 min | Q    |
| 3    | Andreas Asimakopoulos | Griechenland     | 1:15,4 min |      |
| 4    | Herbert von Kuhlberg  | Russisches Reich |            |      |

Lauf 2
| Rang | Athlet              | Nation          | Zeit       | Anm. |
| ---- | ------------------- | --------------- | ---------- | ---- |
| 1    | Kurt Bretting       | Deutsches Reich | 1:07,0 min | Q    |
| 2    | Paul Radmilovic     | Großbritannien  | 1:10,4 min | Q    |
| 3    | Theodore Tartakover | Australasien    | 1:12,2 min |      |
| 4    | Jules Wuyts         | Belgien         | 1:13,6 min |      |

Lauf 3
| Rang | Athlet          | Nation             | Zeit       | Anm. |
| ---- | --------------- | ------------------ | ---------- | ---- |
| 1    | Leslie Boardman | Australasien       | 1:06,0 min | Q    |
| 2    | Nicholas Nerich | Vereinigte Staaten | 1:07,6 min | Q    |
| 3    | John Derbyshire | Großbritannien     | 1:09,2 min |      |
| 4-6  | Davide Baiardo  | Italien            |            |      |
| 4-6  | Walther Binner  | Deutsches Reich    |            |      |
| 4-6  | Alajos Kenyéry  | Ungarn             |            |      |

Lauf 4
| Rang | Athlet            | Nation             | Zeit       | Anm.  |
| ---- | ----------------- | ------------------ | ---------- | ----- |
| 1    | Perry McGillivray | Vereinigte Staaten | 1:04,8 min | Q, OR |
| 2    | Cecil Healy       | Australasien       | 1:05,2 min | Q     |
| 3    | Ken Huszagh       | Vereinigte Staaten | 1:06,2 min | q     |
| 4    | Erik Andersson    | Schweden           | 1:13,0 min |       |
| 5    | Georg Kunisch     | Deutsches Reich    |            |       |

Lauf 5
| Rang | Athlet            | Nation             | Zeit       | Anm.  |
| ---- | ----------------- | ------------------ | ---------- | ----- |
| 1    | Duke Kahanamoku   | Vereinigte Staaten | 1:02,6 min | Q, OR |
| 2    | William Longworth | Australasien       | 1:05,2 min | Q     |
| 3    | Harry Hebner      | Vereinigte Staaten | 1:10,4 min |       |
| 4    | Gérard Meister    | Frankreich         | 1:16,6 min |       |

Lauf 6
| Rang | Athlet          | Nation             | Zeit       | Anm. |
| ---- | --------------- | ------------------ | ---------- | ---- |
| 1    | Harold Hardwick | Australasien       | 1:05,8 min | Q    |
| 2    | Max Ritter      | Deutsches Reich    | 1:08,0 min | Q    |
| 3    | Herman Meyboom  | Belgien            | 1:15,4 min |      |
| 4    | James Reilly    | Vereinigte Staaten |            |      |

Lauf 7
| Rang | Athlet       | Nation          | Zeit       | Anm. |
| ---- | ------------ | --------------- | ---------- | ---- |
| 1    | Walter Ramme | Deutsches Reich | 1:10,2 min | Q    |
| 2    | Harald Julin | Schweden        | 1:11,8 min | Q    |
| 2    | Mario Massa  | Italien         | 1:11,8 min | Q    |
| 4    | John Johnsen | Norwegen        | 1:19,2 min |      |

Lauf 8
| Rang | Athlet             | Nation     | Zeit       | Anm. |
| ---- | ------------------ | ---------- | ---------- | ---- |
| 1    | Erik Bergqvist     | Schweden   | 1:13,4 min | Q    |
| 2    | Georges Rigal      | Frankreich | 1:17,8 min | Q    |
| 3    | László Szentgróthy | Ungarn     |            |      |

### Viertelfinale
Viertelfinale 1
| Rang | Athlet            | Nation          | Zeit       | Anm. |
| ---- | ----------------- | --------------- | ---------- | ---- |
| 1    | Kurt Bretting     | Deutsches Reich | 1:04,2 min | Q    |
| 2    | William Longworth | Australasien    | 1:05,2 min | Q    |
| 3    | Harold Hardwick   | Australasien    | 1:06,0 min |      |
| 4    | Robert Andersson  | Schweden        | 1:10,0 min |      |
| —    | László Beleznai   | Ungarn          | DNS        |      |
| —    | Georges Rigal     | Frankreich      | DNS        |      |

Viertelfinale 2
| Rang | Athlet          | Nation             | Zeit       | Anm. |
| ---- | --------------- | ------------------ | ---------- | ---- |
| 1    | Duke Kahanamoku | Vereinigte Staaten | 1:03,8 min | Q    |
| 2    | Walter Ramme    | Deutsches Reich    | 1:07,8 min | Q    |
| 3    | Nicholas Nerich | Vereinigte Staaten | 1:08,8 min |      |
| 3    | Max Ritter      | Deutsches Reich    | 1:08,8 min |      |
| —    | Erik Bergqvist  | Schweden           | DNS        |      |
| —    | Harald Julin    | Schweden           | DNS        |      |

Viertelfinale 3
| Rang | Athlet            | Nation             | Zeit       | Anm. |
| ---- | ----------------- | ------------------ | ---------- | ---- |
| 1    | Ken Huszagh       | Vereinigte Staaten | 1:04,2 min | Q    |
| 2    | Perry McGillivray | Vereinigte Staaten | 1:04,4 min | Q    |
| 3    | Cecil Healy       | Australasien       | 1:04,8 min | q    |
| 4    | Leslie Boardman   | Australasien       | 1:05,4 min |      |
| 5    | Paul Radmilovic   | Großbritannien     | 1:19,0 min |      |
| —    | Mario Massa       | Italien            | DNS        | q    |

### Halbfinale
Halbfinale 1
| Rang | Athlet            | Nation          | Zeit       | Anm. |
| ---- | ----------------- | --------------- | ---------- | ---- |
| 1    | Cecil Healy       | Australasien    | 1:05,6 min | Q    |
| 2    | Walter Ramme      | Deutsches Reich | 1:05,8 min | Q    |
| 3    | William Longworth | Australasien    | 1:06,2 min | q    |

Halbfinale 2
| Rang | Athlet        | Nation          | Zeit       | Anm. |
| ---- | ------------- | --------------- | ---------- | ---- |
| 1    | Kurt Bretting | Deutsches Reich | 1:04,6 min | Q    |

Halbfinale 3
| Rang | Athlet            | Nation             | Zeit       | Anm.  |
| ---- | ----------------- | ------------------ | ---------- | ----- |
| 1    | Duke Kahanamoku   | Vereinigte Staaten | 1:02,4 min | Q, WR |
| 2    | Ken Huszagh       | Vereinigte Staaten | 1:06,2 min | Q     |
| 3    | Perry McGillivray | Vereinigte Staaten | 1:06,2 min |       |
| —    | Mario Massa       | Italien            | DNF        |       |

### Finale
William Longworth war krank und konnte aus diesem Grund nicht antreten.
| Rang | Athlet            | Nation             | Zeit       |
| ---- | ----------------- | ------------------ | ---------- |
| 1    | Duke Kahanamoku   | Vereinigte Staaten | 1:03,4 min |
| 2    | Cecil Healy       | Australasien       | 1:04,6 min |
| 3    | Ken Huszagh       | Vereinigte Staaten | 1:05,6 min |
| 4    | Kurt Bretting     | Deutsches Reich    | 1:05,8 min |
| 5    | Walter Ramme      | Deutsches Reich    | 1:06,4 min |
| —    | William Longworth | Australasien       | DNS        |